# Tiol
U organskoj hemiji, tiol je organosumporno jedinjenje koje sadrži za ugljenik vezanu sulfhidrilnu (–C–SH ili R–SH) grupu (gde R označava alkan, alken, ili drugu koja sadrži atome ugljenika).  –SH funkcionalna grupa se naziva bilo tiolnom ili sulfhidrilnom grupom. Tioli su sumporni analozi alkohola (tj. sumpor zauzima mesto kiseonika u hidroksilnoj grupi alkohola), a reč je mešavina „tio-” i „alkohola”, pri čemu prva reč potiče iz grčkog θεῖον –  teion = sumpor.
Mnogi tioli imaju jak miris koji podseća na beli luk ili trula jaja. Tioli se koriste kao odoranti koji pomažu u detekciji prirodnog gasa, koji u čistom obliku nema mirisa, i „miris prirodnog plina” posledica je mirisa tiola koji se koristi kao odorans. Tioli se često nazivaju merkaptanima. Taj termin je izveden iz lat. mercurium captans (hvatanje žive), jer tiolna grupa formira jake veze sa jedinjenjima žive, uveo je Vilijam Kristofer Zeise 1832.

## Struktura i vezivanje
Tioli strukture R–SH nazivaju se alkanetioli ili alkil-tioli, u kojima je alkil grupa (R) vezana za sulfhidril grupu (SH). Tioli i alkoholi imaju sličnu molekulsku strukturu. Glavna razlika je veličina halkogenida. Dužina C–S veze je oko 180 pikometara, a C–S–H ugao je oko 90°. Vodonično vezivanje između individualnih tiolnih grupa je slabo, i glavna kohezivna sila su van der Valsove interakcije između visoko polarizablnih divalentnih sumpornih centara. S−H veza je mnogo slabija od O–H veze, što se odražava u njihovoj energiji disocijacije veze (BDE). Za  BDE iznosi 366 kJ/mol, dok je za  BDE 440 kJ/mol.
Usled male razlike u elektronegativnosti između sumpora i vodonika, S–H veza je manje polarna nego hidroksilna grupa. Tioli imaju manje dipolne momente od korespondirajućih alkohola.

## Nomenklatura
Postoji nekoliko načina za imenovanje alkiltiola:
- Sufiks –tiol dodat je imenu alkana. Ovaj način je gotovo identičan imenovanju alkohola i koristi je IUPAC, npr.  bi bio  metanetiol .
- Termin merkaptan zamjenjuje alkohol u imenu ekvivalentnog alkoholnog jedinjenja. Primer:  bi bio metil-merkaptan, baš kao što se  naziva metilnim alkoholom.
- Termin sulfhidril– ili  merkapto– koristi se kao prefiks, npr. merkaptopurin.

## Fizičke osobine

### Miris
Mnogi tioli imaju jake mirise nalik mirisu belog luka. Mirisi tiola, posebno onih niske molekulske težine, često su jaki i odbojni. Sprej od tvora sastoji se uglavnom od niskomolekularnih tiola i derivata. Ova jedinjenja detektuje ljudski nos u koncentraciji od samo 10 delova na milijardu. Ljudski znoj sadrži (R)/(S)-3-metil-3-merkapto-1-ol (MSH), koji se detektuje u 2 dela na milijardu i ima voćni miris sličan luku. (Metiltio) metantiol je isparljivi tiol sa jakim mirisom, koji se takođe detektuje u delovima na milijardu, a koji je prisutan u urinu muških miševa. Lovrens C. Kac i njegovi saradnici su pokazali da MTMT funkcioniše kao semiohemikalija, aktivirajući određene olfaktorne senzorne neurone miša, privlačeći ženske miševa. Pokazalo se da je bakar neophodan za specifični mirisni receptor miša, MOR244-3, koji je visoko responsivan na MTMT, kao i na razne druge tiole i srodna jedinjenja. Identifikovan je ljudski mirisni receptor OR2T11 koji je u prisustvu bakra veoma responsivan na gasne zadahe (vidi ispod) etantiol i t-butil merkaptan kao i na druge tiole male molekulske težine, uključujući alil merkaptan koji se nalazi u ljudskom zadahu od belog luka i ciklični sulfid tietan sa jakim mirisom.
Tioli su takođe odgovorni za klasu vinskih zadaha izazvanih nenamernom reakcijom sumpora i kvasca, kao i „neugodnim“ mirisom piva koje je bilo izloženo ultraljubičastoj svetlosti.
Nisu svi tioli neprijatnih mirisa. Na primer, furan-2-ilmetanetiol doprinosi aromi pržene kafe, dok je grejpfrut merkaptan, monoterpenoidni tiol, odgovoran za karakterističan miris grejpfruta. Efekat potonjeg jedinjenja prisutan je samo u niskim koncentracijama. Čisti merkaptan ima neprijatan zadah.
Od distributera prirodnog gasa se očekuje da dodaju tiole, prvobitno etantiol, prirodnom gasu (koji prirodno nema mirisa). Taj zahtev je postao mandatoran nakon smrtonosne eksplozije škole Nju London u Novom Londonu u Teksasu 1937. godine. Mnogi distributeri gasa su odorizirali gas i pre ovog događaja. Većina upotrebljenih odornih gasova trenutno sadrži smeše merkaptana i sulfida, sa t-butil merkaptanom kao glavnim sastojkom mirisa u prirodnom gasu i etantiolom u u tečnom naftnom gasu (TNG, propan). U situacijama u kojima se tioli koriste u komercijalnoj industriji, kao što su cisterne sa tečnim naftnim gasom i sistemi za rukovanje velikih količina, oksidacioni katalizator se koristi za neutralisanje mirisa. Katalizator na bazi oksidacije bakra neutrališe isparljive tiole i pretvara ih u inertne proizvode.

### Tačke ključanja i rastvorljivost
Tioli pokazuju mali stepen povezanosti vodoničnim vezivanjem, kako sa molekulima vode, tako i među sobom. Stoga imaju niže tačke ključanja i manje su rastvorljivi u vodi i drugim polarnim rastvaračima od alkohola slične molekulske težine. Iz tog razloga, tioli i njihove korespondirajuće izomeri sulfidne funkcionalne grupe imaju slične karakteristike rastvorljivosti i tačke ključanja, dok to ne važi za alkohole i njihove odgovarajuće izomerne etre.

### Vezivanje
Veza S-H u tiolima je slaba u poređenju sa O-H vezom u alkoholima. Za , entalpije veza su 365,07±2,1 kcal/mol za X = S i 440,2±3,0 kcal/mol za X = O. Abstrakcija atoma vodonika iz tiola daje tiolni radikal formule RS•, gde je R = alkil ili aril.

## Reakcije
Stvaranje soli
Kao što je vodonik-sulfid kiseliji od vode, merkaptani su kiseliji od alkohola i reagiraju s jakim bazama rastvorenim u vodi, dajući soli. Kao i natrijum sulfid, ove soli  u vodenom rastvoru znatno se hidroliziraju.
Soli teških metala, kao soli olova, žive, bakra, kadmijuma i srebra, nerastvorne su u vodi.
Oksidacija u disulfide
Rastvori natrijum hipohalogenida oksiduju na sobnoj temperaturi merkaptane do sulfida.
Ako se upotrebi standardni rastvor joda, ova reakcija povoljna je za kvantitativno određivanje merkaptana. Lako se oksiduju na vazduhu, posebno u prisustvu amonijaka.
Doktorov proces za uklanjanje neugodnog mirisa benzina zavisi od reakcije merkaptana u disulfide, koji imaju slabiji miris, pomoću rastvora natrijum plumbita i male količine sumpora.
Doktorov rastvor se regeneriše provođenjem vazduha kroz vrući rastvor.
Doktorov rastvor se može takođe upotrebiti kao dokaz sulfhidrilne grupe. Stvaranje crnog olovnog sulfida znak je pozitivne reakcije. Oksidacije sulfhidrilne grupe iz cisteinskog dela proteinskih molekula u disulfidne grupe i redukcija disulfida u sulfhidril ima značajnu ulogu u biološkim procesima.
Oksidacija u sulfonske kiseline
Ova reakcija obično se odvija greanjem merkaptana ili soli, kao što je olovni merkaptid, s koncentrovanom azotnom kiselinom.
Stvaranje estera
Kad primarni tioli reaguju s karboksilnim kiselinama, nastaju tioestri i voda, pre nego estrii i vodonik-sulfid.
Ova reakcija bila je osnov za pretpostavku da se, pri esterifikaciji primarnih alkohola s kiselinama, hidroksilna grupa otcepljuje pre s kiseline nego s alkohola, što je dokazano pomoću izotopa O18.
Merkatani reaguju takođe s halogenidima kiselina, dajući tioestere.
Za razliku od hidroksilne grupe, merkapto grupa se ne zamenjuje lako. Fosforni triklorid npr. reaguje formirajući tioester.
Nastajanje tioacetala
Tioli lako reaguju s aldehidima i ketonima uz hlorovodonik ili cink jodid, formirajući tioacetale.
Ova jedinjenja su mnogo stabilnija na hidrolizu kiselinom od acetala, ali se aldehid ili keton mogu regenerirati hidrolizom uz živin(II) oksid.

## Primeri tiola
- Metantiol –  [metil merkaptan]
- Etantiol –  [etil merkaptan]
- 1-Propanetiol –  [n - propil merkaptan]
- 2-propantiol –  [ merkaptan]
- Alil merkaptan –  [2-propentiol]
- Butantiol -  [ - butil merkaptan]
- Terc- butil merkaptan –  [ - butil merkaptan]
- Pentantiol –  [pentil merkaptan]
- Tiofenol –
- Dimerkaptosukcinska kiselina
- Tiosirćetna kiselina
- Koenzim A
- Glutation
- Metalotionein
- Cistein
- 2-Merkaptoetanol
- Ditiotreitol / dithioerythritol (par epimera)
- 2-Merkaptoindol
- Grapefruit merkaptan
- Furan-2-ilmetantiol
- 3-Merkaptopropan-1,2-diol
- 3-Merkapto-1-propansulfonska kiselina
- 1-heksadekantiol
- Pentahlorobenzentiol

## Spoljašnje veze
- Primena, osobine, i sinteza tiola
- Merkaptan
- Šta je merkaptan? Архивирано на веб-сајту  (20. децембар 2008)